# Eduardo Bengoechea
Eduardo Bengoechea es un extenista argentino nacido en Laboulaye, Córdoba el 2 de julio de 1959.
Fue campeón sudamericano de Cadetes en 1975; integró el equipo que ganó la copa Mitre, en Montevideo, en 1979; ganó el campeonato de Bella Vista en marzo de 1979.
Conocido por el apodo de «Bengo», el 28 de septiembre de 1987 Bengoechea alcanzó el ranking 21 de la ATP, su mejor posición en el tenis internacional.
Luego de su retiro, fue capitán del Equipo de Copa Davis de Argentina en el año 1996.

## Torneos ATP (0)

### Individuales (0)

#### Clasificación en torneos del Grand Slam

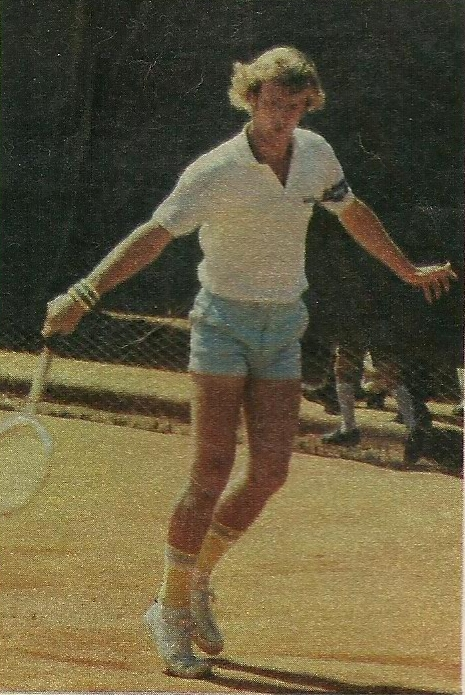
Bengoechea en acción, 1979.

| Torneo               | 1989 | 1988 | 1987 | 1986 | 1985 | 1984 | 1983 | 1982 | 1981 | Títulos |
| -------------------- | ---- | ---- | ---- | ---- | ---- | ---- | ---- | ---- | ---- | ------- |
| Abierto de Australia | -    | -    | -    | -    | -    | -    | -    | -    | -    | 0       |
| Roland Garros        | 1r   | 3r   | 2r   | 1r   | 2r   | -    | -    | 1r   | 3r   | 0       |
| Wimbledon            | -    | -    | -    | 1r   | -    | -    | -    | -    | -    | 0       |
| US Open              | -    | -    | -    | 2r   | 2r   | -    | -    | -    | -    | 0       |
| Tennis Masters Cup   | -    | -    | -    | -    | -    | -    | -    | -    | 0    |         |

### Dobles (0)

#### Finalista (2)
| N.º | Fecha                  | Torneo       | Superficie    | Pareja          | Oponentes en la final               | Resultado   |
| --- | ---------------------- | ------------ | ------------- | --------------- | ----------------------------------- | ----------- |
| 1.  | 25 de febrero de 1985  | Buenos Aires | Tierra batida | Diego Pérez     | Martín Jaite Christian Miniussi     | 4-6 3-6     |
| 2.  | 7 de noviembre de 1988 | Buenos Aires | Tierra batida | José Luis Clerc | Carlos Costa Javier Sánchez Vicario | 3-6 6-3 3-6 |

#### Clasificación en torneos del Grand Slam
| Torneo               | 1985 | 1984 | 1983 | 1982 | 1981 | Títulos |
| -------------------- | ---- | ---- | ---- | ---- | ---- | ------- |
| Abierto de Australia | -    | -    | -    | -    | -    | 0       |
| Roland Garros        | 1r   | -    | -    | 1r   | 3r   | 0       |
| Wimbledon            | -    | -    | -    | -    | -    | 0       |
| US Open              | -    | -    | -    | -    | -    | 0       |
| Tennis Masters Cup   | -    | -    | -    | -    | -    | 0       |